# Agrostis muliensis
Agrostis muliensis é uma espécie de gramínea do gênero Agrostis, pertencente à família Poaceae.